# Созонівка (річка)
Созонівка — річка в Україні, у Кропивницькому районі Кіровоградської області, ліва притока Інгулу (басейн Південного Бугу).

## Опис
Довжина річки приблизно 8 км. Формується з багатьох водойм.

## Розташування
Бере початок у селі Созонівка (колишня назва Стара Созонівка). Тече переважно на південний захід і у Кропивницькому впадає у річку Інгул, ліву притоку Південного Бугу.